# Fosfortriklorid
Fosfortriklorid är en kemisk förening av fosfor och klor med formeln PCl3.

## Egenskaper
Fosfortriklorid reagerar häftigt i kontakt med vatten och bildar fosforsyrlighet (H3PO3) och saltsyra (HCl).
{\displaystyle {\rm {PCl_{3}+3\ H_{2}O\rightarrow H_{3}PO_{3}+3\ HCl}}}

## Framställning
Fosfortriklorid framställs genom reaktion mellan klorgas och vit fosfor.
{\displaystyle {\rm {P_{4}+6\ Cl_{2}\rightarrow 4\ PCl_{3}}}}
Produktion av fosfortriklorid omfattas av konventionen om förbud mot kemiska vapen.

## Användning

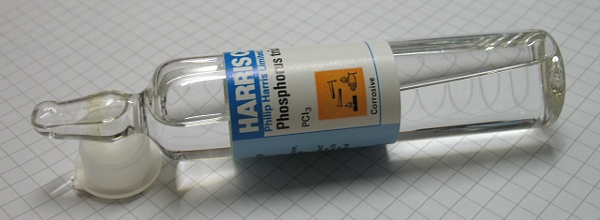

Fosfortriklorid används främst för att tillverka fosforpentaklorid, fosforoxitriklorid och tiofosforylklorid som i sin tur används i många herbicider, insekticider, mjukgörare, oljetillsatser och icke-bromerade flamskyddsmedel.